# Gaiteros del Zulia
Gaiteros del Zulia es un equipo profesional de baloncesto venezolano con sede en Maracaibo, estado Zulia. Compiten en la Conferencia Occidental de la Superliga Profesional de Baloncesto (SPB) y disputan sus partidos como locales en el Gimnasio Pedro Elías Belisario Aponte.
Gaiteros cuenta en su palmarés con cinco trofeos de campeón, dos de la Liga Especial y dos de la Liga Profesional de Baloncesto en las temporadas 1984, 1985, 1996, 2001 y 2025 respectivamente.

## Historia
Fue fundado el 11 de junio de 1983 incursiona en el baloncesto el mismo año. Para esa época el ente organizador era la desaparecida Liga Especial de Baloncesto (LI-ESPECIAL), esto se hizo bajo la batuta del Ing. Raúl Morales y como entrenador tuvo a Pedro "Camaguey" Espinoza, quien además de dirigir ayudaba en la parte organizativa y administrativa del club.
En el año de 1989, el equipo es traspasado a un grupo de personas entre las que se contaban el Dr. Alfredo Osorio y Alirio "Camarón" Romero, con quien nace una nueva era. Previamente a Gaiteros, en Maracaibo hubo un proyecto de un equipo de baloncesto que no llegó a cuajar. En el año de 1975, segundo de la LI-ESPECIAL el comerciante Manuel García compra la franquicia para la ciudad de Maracaibo, el equipo llevó el nombre de Petroleros del Zulia. Fue muy breve la pasantía de este equipo, solo una temporada, después la franquicia fue llevada a Miranda, donde se llamó "Millonarios de Miranda". Este quinteto también desapareció. 
No obstante, no hay relación alguna entre aquel Petroleros y Gaiteros, solo que han compartido la misma sede. Desde su fundación en 1983, logró quedar subcampeón en esa temporada, en una final disputada contra Panteras de Lara y que favoreció a los Larenses 4-2.  Al año siguiente se quedó con el trapo del campeonato, esta vez, a expensas de los Guaiqueries de Margarita, el resultado de la final fue 4-3. Para 1985, Gaiteros repite nuevamente la final contra los neoespartanos, y esta vez los vence 4-3. Gaiteros es dirigidos en esta edición por "Camarón" Romero, y Mike Britt es declarado el Jugador Más Valioso del campeonato.
En la temporada siguiente, una decisión política deja a Gaiteros por fuera del campeonato. Johan Perozo, presidente de Conabaes, determina que el jugador venezolano, José Luis Díaz, no puede actuar como jugador criollo debido a que este había formado parte de varias selecciones españolas. Gaiteros llevó esta decisión a un tribunal, que ordenó que Gaiteros fuera incluido en la serie semifinal, pero esta ya estaba por terminar y esto de nada valió. 
En la temporada de 1989, Gaiteros cae en la final, esta vez ante Trotamundos de Carabobo en 4 partidos consecutivos. En 1996 nuevamente Gaiteros es campeón, esta vez ya no es la LI-ESPECIAL quien rige el baloncesto, aparece la Liga Profesional de Baloncesto de Venezuela.
La temporada de 2001, Gaiteros del Zulia sumó cuarto título cuando venció en gran lid a los Bravos de Portuguesa. Este campeonato era el segundo obtenido por Gaiteros en la joven Liga Profesional de Baloncesto, el primero fue en 1996. Gaiteros había perdido el campeonato del año anterior, 2000, en siete partidos ante Cocodrilos de Caracas.
En el 2025 la sequía terminó, luego de 24 años el quinto título de Gaiteros del Zulia llegó, el quinteto furrero se coronó en su casa, un repleto Pedro Elías Belisario Aponte, al derrotar en el quinto (4-1) de la final a Trotamundos de Carabobo 80-67. Luis “Tapipa” Duarte MVP de la temporada 2025 y de la Gran Final.

## Pabellón
El Gimnasio Pedro Elías Belisario Aponte es un domo o gimnasio cubierto multiusos ubicado en el municipio Maracaibo de la ciudad homónima específicamente en la avenida 25 con prolongación circunvalación 2, con avenida 5 de Julio, en el estado Zulia al occidente de Venezuela. Es una instalación deportiva de propiedad pública administrada por el Instituto Nacional de Deportes (IND), que es usada por el equipo, como su sede dentro de la Superliga Profesional de Baloncesto de Venezuela, con el cual comparte localía con Brillantes del Zulia. Posee silletería, camerinos, aire acondicionado, salas sanitarias, áreas administrativas y pizarra electrónica.
El recinto fue bautizado así en honor de un dirigente deportivo venezolano, Pedro Elías Belisario Aponte exaltado al Salón de la Fama del Deporte Venezolano en 1991.

## Jugadores

### Plantilla 2025
| Num                       | Nac.                      | Jugador              | Pos | Altura | Edad    |
|                           | Bandera de Estados Unidos | Alec Wintering       | B   | 1,83 m | 30 años |
|                           | Bandera de Venezuela      | Karyl Suárez         | B   | 1,72 m |         |
|                           | Bandera de Venezuela      | Luis Madera          | B   | 1,84 m | 31 años |
|                           | Bandera de Venezuela      | Raúl Millán          | B   | 1,80 m | 28 años |
|                           | Bandera de Venezuela      | Christians Gutiérrez | E   | 1,90 m | 26 años |
|                           | Bandera de Venezuela      | Elder Giménez        | E   | 1,86 m | 34 años |
|                           | Bandera de Estados Unidos | Elyjah Clark         | E   | 1,90 m | 27 años |
|                           | Bandera de Venezuela      | Jorge Rondón         | E   | 1,93 m | 34 años |
|                           | Bandera de Venezuela      | Rafael Melgarejo     | E   | 1,84 m | 33 años |
|                           | Bandera de Venezuela      | Alcides Martínez     | A   |        |         |
|                           | Bandera de Venezuela      | David Cedeño         | A   | 1,91 m | 41 años |
|                           | Bandera de Venezuela      | Yorbi Umbría         | A   | 2,03 m | 40 años |
|                           | Bandera de Venezuela      | Adrián Iglesias      | AP  | 2,01 m | 35 años |
|                           | Bandera de Venezuela      | Héctor Ortega        | AP  | 1,95 m | 25 años |
|                           | Bandera de Venezuela      | Moisés Galaviz       | AP  | 1,98 m | 25 años |
|                           | Bandera de Venezuela      | Yanitson Quintero    | AP  | 2,01 m | 26 años |
|                           | Bandera de Estados Unidos | Brandon Johnson      | P   | 2,03 m | 39 años |
|                           | Bandera de Senegal        | Moustapha Barro      | P   | 2,08 m | 29 años |
| Entrenador: Julio Duquela |                           |                      |     |        |         |

## Palmarés
- Superliga Profesional de Baloncesto (5): 1984, 1985, 1996, 2001 y 2025
  - Subcampeón (7): 1983, 1989, 2000, 2003, 2004 y 2008.